# Comarca de Caiçara
A Comarca de Caiçara é uma comarca de primeira entrância com sede no município de Caiçara, no estado da Paraíba, Brasil.
É termo da Comarca de Caiçara, o município de Logradouro.